# Der Mann im Pyjama
Der Mann im Pyjama ist eine deutsche Filmkomödie aus dem Jahre 1981 mit Otto Sander und Elke Sommer in den Hauptrollen.

## Handlung
Berlin, an einem 18. Mai um 21 Uhr 47. Die Nacht bricht allmählich an. Ein Muezzin ruft lautstark zum Nachtgebet, und nur die Schreie einer Frau und nachfolgende Schüsse, die aus dem Fernsehgerät im Wohnungszimmer in die Straßenschluchten heulen, übertönen den Lärm. Der ganz normale Wahnsinn also in einer deutschen Großstadt des Jahres 1981. Dem vollbärtigen Rudi sind zu allem Überfluss auch noch die Zigaretten ausgegangen, sodass er im Bademantel kurz auf die Straße geht, um sich am Automaten eine Schachtel zu ziehen. Dabei wird er fast von einem Krankenwagen im Einsatz überrollt. Rudi hilft anschließend einem VW-Fahrer, dessen Wagen nicht anspringt, und als dieser ohne Dank weiterfährt, wirft Rudi diesem einen Stein hinterher, trifft aber lediglich das Seitenfenster eines parkenden Luxus-Pkw. Prompt taucht gleich darauf ein VW-Bus der Polizei neben ihm auf. Zwei Polizisten steigen aus und wollen Rudis Ausweis sehen, den dieser natürlich nicht bei sich trägt. Als ein Beamter den Pflasterstein im Wagen mit der eingeworfenen Scheibe entdeckt, ist für die beiden Beamten alles klar, und Rudi soll erst einmal mit auf die Wache kommen. Die Tür des Bullis lässt sich aber nicht schließen, und so gelingt Rudi die Flucht. Den Bademantel lässt er im Einsatzfahrzeug der Polizei zurück, daher rennt er nun im Pyjama durch Berlins Straßen, während Bruno und Hans-Christian, die beiden Polizeibeamten, verdutzt zurückbleiben.
Bei seiner Flucht, verfolgt von der grünen Minna, springt Rudi über einen Balkon und landet so in der Wohnung der hübschen Bärbel Lachmann. Frau Lachmann beginnt zu schreien, woraufhin Rudi sie aufs Bett wirft und versucht, der verängstigten Blondine in seiner naiven Art die ganzen Vorgänge, die zu seiner misslichen Lage führten, zu erklären. Frau Lachmann ist verheiratet, und prompt klingelt es an ihrer Wohnungstür. Ihr Mann, ausgerechnet ein Kriminalkommissar, hat offensichtlich seinen Schlüssel nicht dabei. Über den Balkon zurück ins Freie kann Rudi nicht entfliehen, denn da führt gerade Frau Lachmanns Nachbar seinen weißen Pudel Gassi. So muss als Versteck der Klassiker, der Schlafzimmerschrank, herhalten. Das geht natürlich prompt schief, und gemeinsamen versuchen Rudi und Bärbel Lachmann ihrem Gatten Harry die abgefahrene Geschichte von Rudis nächtlicher Exkursion zu erklären. Der fühlt sich natürlich veralbert und glaubt das Naheliegende: Ehefrau Bärbel hat einen Liebhaber! Prompt kommt es zu einer handfesten Prügelei zwischen den beiden Männern, bei der die gesamten Schlafzimmereinrichtung zerlegt wird. Dann ruft auch noch der von einer Vase aus der Lachmann-Wohnung getroffene Nachbar mit dem Hund die Polizei, um die Körperverletzung anzuzeigen. Prompt kommen ausgerechnet die beiden Polizeibeamten vorbei, die schon seit geraumer Zeit Berlins Straßen auf der Suche nach Rudi durchstreifen. Die verhaften nun ausgerechnet Herrn Lachmann, weil der ebenfalls bärtig ist und mittlerweile genau den gleichen Pyjama wie Rudi anhat. Doch der schwört Stein und Bein, dass er nicht der gesuchte Mann im Pyjama ist und liefert sich mit Polizist Bruno eine handfeste Prügelei.
Bärbel Lachmann hat nun genug vom Verhalten ihres Mannes und packt stumm ihre Siebensachen. Bruno und Hans-Christian befördern Lachmann mit der grünen Minna zum Polizeirevier, brettern dabei aber auch noch dank einer falschen Umleitung, die drei Bankräuber während ihrer „Arbeit“ gelegt haben, in eine Seitenstraße, wo sie in einem Hinterhof ihre grüne Minna dank einer Kollision mit einem Fass Farbe zu einer roten Minna machen. Die als Bauarbeiter getarnten Bankräuber, die schon zweimal zuvor vom Polizeieinsatzfahrzeug bei ihrem durch die Kanalisation vorgenommenen Bruch gestört worden waren, packen ihre große Beute in aller Seelenruhe in einen Aluminiumkoffer um. Derweil kleidet sich Rudi mit einem Anzug des verhafteten und abtransportierten Kriminalkommissars Lachmann neu ein. Bei einer gemeinsamen Zigarette kommen sich er und Frau Lachmann etwas näher. Gemeinsam verlassen sie die verwüstete Wohnung mit einem Taxifahrer, einem Jungspund, der sich in Berlin überhaupt nicht auskennt. Das stößt nun auch auf die verwirrten beiden Polizeibeamten zu, die sich bei ihrer Fahrt auf das Revier völlig verfranst haben. Der Zufall will es, dass die rote Minna auf das Taxi tritt, und Bruno und Hans-Christian den Taxifahrer nach dem Weg fahren. Rudi und Bärbel Lachmann geben derweil auf dem Rücksitz das knutschende Liebespaar, da Rudi befürchtet, von den beiden Beamten als der „Mann im Pyjama“ wieder erkannt zu werden. Der aus dem Seitenfenster herausguckende Herr Lachmann erkennt aber sofort seine Ehefrau, kann aber nichts machen, da man ihm Handschellen angelegt und seinen Mund zugeklebt hat.
Bärbel und Rudi schleichen sich aus dem Taxi und wollen sich aus dem Staub machen. Rudis Mantel rutscht genau in dem Augenblick herunter, als Polizist Hans-Christian sich umdreht. Nun hat er den gesuchten Mann im Pyjama entdeckt, und beide Beamte rennen ihm und der ebenfalls fliehenden Bärbel Lachmann nach. Die beiden Flüchtigen verschaffen sich Zugang in eine von mehreren Türken bevölkerte Wohnung, wo nun prompt eine Reihe weitere, bärtige Männer in exakt denselben Pyjamas herumlaufen. Daher verfrachten Bruno und Hans-Christian sämtliche anwesende Männer in Pyjamas mitsamt der als verschleierte Türkin umgestalteten Bärbel Lachmann in ihre rote Minna und fahren mit Blaulicht zu ihrer Wache. Dabei rammen sie den Kleintransporter der nach dem Einbruch gerade im Aufbruch befindlichen Bankräuber. Der Alukoffer mit dem Geld fällt hinten heraus, und der Zaster landet auf der Straße. Bruno lässt sich mit einer ziemlich blöden Erklärung des Bankräuberchefs abspeisen.
Bald erreichen Bruno und Hans-Christian mit ihrer chaotischen und laut durcheinander redenden, menschlichen Fracht auf der Polizeiwache, wo gerade der Revierleiter das Protokoll von Herrn Konsul Becker aufnimmt, dem Mann desjenigen Fahrzeugs, dessen Seitenscheibe Rudi vor ein paar Stunden zertrümmert hatte. Dort beginnen nun alle zu erklären, wie es zu diesem totalen Durcheinander kommen konnte. Zu allem Ärger von Kommissar Lachmann macht ihm seine Frau auch noch coram publico eine handfeste Szene und verlangt die Scheidung. Nachdem seine Identität als Kriminalkommissar vom Rauschgiftdezernat geklärt wurde, reißt Harry Lachmann die Untersuchung im Revier an sich. Bald aber gibt es Gründe für Revierleiter Kaiser zu glauben, dass Rudi der echte Kommissar Lachmann ist und nicht Harry. Jetzt übernimmt Rudi auf dem Revier das Verhör. Als letzten Spaß erlaubt sich Rudi einen Anruf bei seinem Kokslieferanten, der prompt das gesamten Polizeirevier mit dem schwarzen Brennmaterial zuschüttet.
Rudi und Bärbel haben sich in der Zwischenzeit längst davongemacht. Rudi kehrt zu seiner Frau Helga zurück und versucht ihr, seine lange Abwesenheit zu erklären. Die will aber nichts davon wissen und wirft Rudi mitsamt der ihn begleitenden Bärbel kurzerhand aus der Wohnung. Gemeinsam begibt man sich zum Bahnhof Berlin-Wannsee, um von dort den Zug nach Paris zu besteigen.

## Produktionsnotizen
Der Mann im Pyjama, eine Slapstickkomödie mit stark klamottenhaften Zügen, entstand im Frühjahr 1981 in Berlin (West) und wurde am 11. Dezember 1981 uraufgeführt.
Die Produktionsleitung hatte Konstantin M. Thoeren, die Ausstattung besorgten Werner Achmann und Harry Freude.
Otto Sander gewann 1982 für seine darstellerische Leistung den Ernst-Lubitsch-Preis.
Dasselbe Team (Christian Rateuke, Hartmann Schmige, Otto Sander, Peter Fitz, Jochen Schroeder und Wilhelm Dieter Siebert) drehte unmittelbar danach die Komödie Wer spinnt denn da, Herr Doktor?.

## Kritiken
„‚Der Mann im Pyjama‘ von Christian Rateuke und Hartmann Schmige (mit Otto Sander und Elke Sommer) ist ein hektisch überdrehter, häufig grobschlächtiger Schwank über einen Tolpatsch, der im nächtlichen Berlin von der noch tölpelhafteren Polizei gejagt wird.“

„Christian Rateuke und Hartmann Schmigge inszenierten ein munteres ‚Bäumchen-wechsel-dich‘-Spiel mit Weltstar Elke Sommer.“

„Von einer netten Idee ausgehend, verfällt der Film einer larmoyanten Hektik, die Humor zunehmend durch Klamauk ersetzt. In Buch und Regie unausgegoren, weist er auch in der Darstellerführung erhebliche Mängel auf.“